# Templo Emanuel
El Templo Emanuel  (en inglés: Temple Emanuel ) se localiza en la calle Pearl en Denver, Colorado, en Estados Unidos se trata de un edificio que fue construido entre 1898 y 1899 y ampliado en 1924. Fue incluido en el Registro Nacional de Lugares Históricos en 1987. El templo se encuentra en el vecindario de Capitol Hill en Denver.